# Refuge de Varan
Ne doit pas être confondu avec Refuge de Véran.
Le refuge de Varan est situé à 1 620 m d'altitude. Il propose un hébergement de 30 couchages durant la saison estivale ainsi que des repas traditionnels savoyards.
Il permet un accès direct à plusieurs zones de décollage de parapente et à de multiples sentiers de randonnée.
Le refuge se trouve sur le tour des Fiz, une randonnée sur plusieurs jours qui passe par plusieurs refuges de la chaîne des Fiz.
Il est accessible par plusieurs moyens :
- en 4 × 4 par un chemin carrossable ;
- à pied depuis le plateau d'Assy ;
- par la via ferrata de Currala.